# Fußball-Bundesliga/Rekorde/Fortuna Düsseldorf
Der Artikel Fußball-Bundesliga/Rekorde/Fortuna Düsseldorf listet die vereinsspezifischen Rekorde von Fortuna Düsseldorf auf, die mit Bezug auf die Zugehörigkeit zur deutschen Fußball-Bundesliga gehalten werden.
Der Verein ist aktuell kein Bundesligist (Stand: Saison 2025/26).
Siehe auch: 

## Vorbemerkung
Es besteht eine Unterteilung zwischen Positiv- und Negativrekorden sowie vereinsinternen Bestmarken. Weitere Rekorde, die dem Verein nicht zuzuordnen sind, werden im Hauptartikel unter „Allgemein“ gelistet. Dort bestehen zudem die Rubriken „Trainerspezifische Rekorde“, „Schiedsrichterspezifische Rekorde“ sowie „Sonstige Rekorde“. Es besteht außerdem die Möglichkeit „In nächster Zeit möglicherweise fallende Bestmarken“ im unteren Bereich der Hauptseite festzuhalten, bzw. die neuen Rekorde an die passenden Stellen einzusortieren. Wenn möglich, wird zu einem Positivrekord auch der Negativrekord als Gegenstück gelistet (und andersrum). Die Liste erhebt keinen Anspruch auf Vollständigkeit.

## Fortuna Düsseldorf
Aktuelle Platzierung in der Ewigen Tabelle der Fußball-Bundesliga: Platz 19 von 58 (Stand: 34. Spieltag 2024/25)

### Positivrekorde
- ausländischer Spieler mit den meisten Toren in einem Spiel: Atli Eðvaldsson (Isländer, 5 Tore, beim 5:1-Sieg über Eintracht Frankfurt, am 4. Juni 1983; gemeinsam mit Robert Lewandowski, Pole, für den FC Bayern, gegen den VfL Wolfsburg, am 22. September 2015)[2][3]
  - auch erster ausländischer Spieler, der 5 Tore in einem Spiel erzielte: Atli Eðvaldsson (Isländer, 5 Tore, beim 5:1-Sieg über Eintracht Frankfurt, am 4. Juni 1983)[2]

### Vereinsintern
- Rekordspieler: Gerd Zewe (440 Einsätze)[4]
- Rekordtorhüter: Wilfried Woyke (190 Einsätze)[5]
- Rekordtorschütze: Klaus Allofs (71 Tore)[6]
- ältester Spieler: Jaroslav Drobný (39 Jahre, 4 Monate und 5 Tage)[7]